# فريدريش بوخهولتس
فريدريش بوخهولتس (بالألمانية: Friedrich Buchholz)‏ (و. 1768 – 1843 م) هو مؤرخ، وكاتب، وعالم اجتماع ألماني، توفي في برلين، عن عمر يناهز 75 عاماً.